# Saltsjö

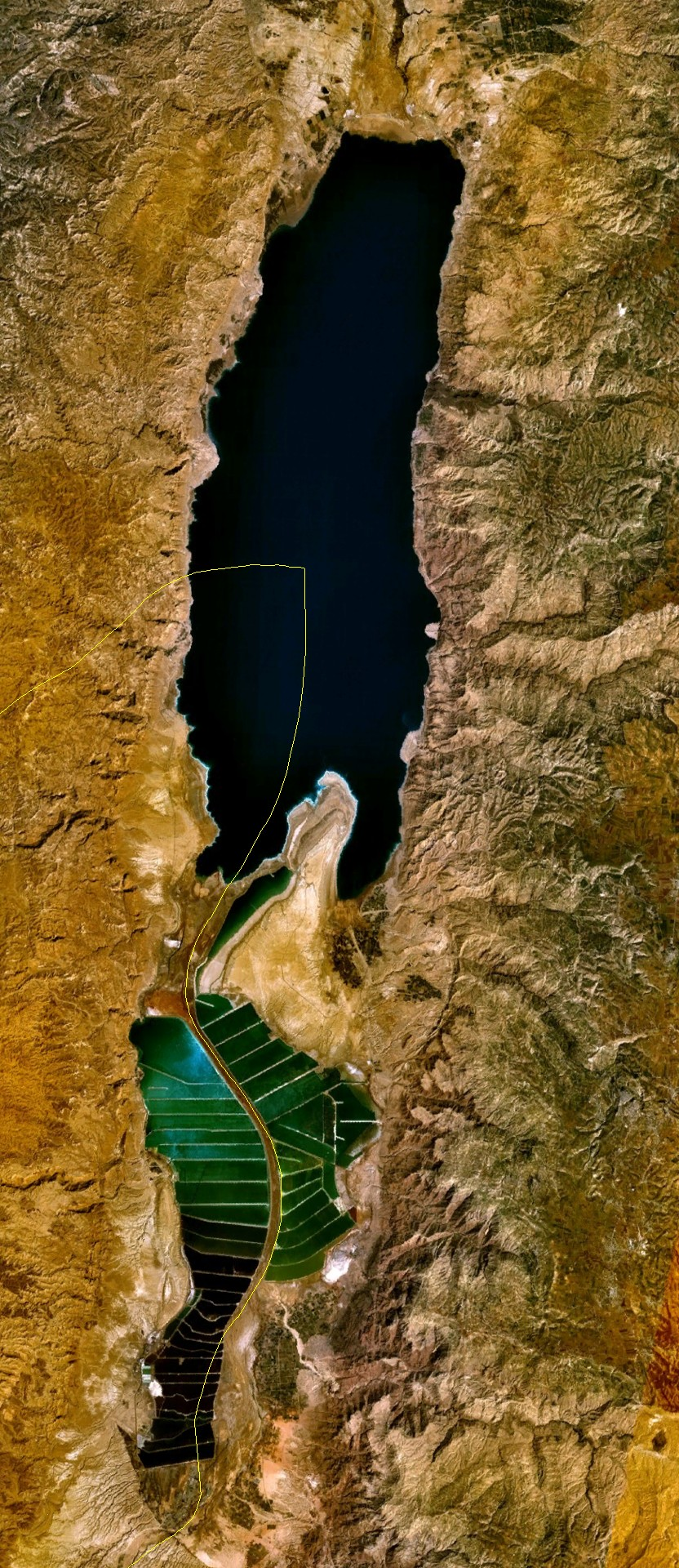
Satellitfoto av Döda havet.

En saltsjö är en insjö där salthalten (främst natriumklorid) är betydligt högre än normalt, vanligen som en följd av att sjön är en endorheisk sjö och saknar utlopp. I många fall har saltsjöar högre koncentration av salt än havsvatten.

## De största saltsjöarna
De fyra största saltsjöarna i världen är i fallande ordning Kaspiska havet, Aralsjön, Balchasjsjön och Stora Saltsjön, som också är den största på västra halvklotet. Även Vansjön är en större saltsjö. Namtso är den saltsjö större än 500 km² som ligger högst över havet (det finns mindre saltsjöar ännu högre) och Döda havet är den som har den lägsta punkten under havet.

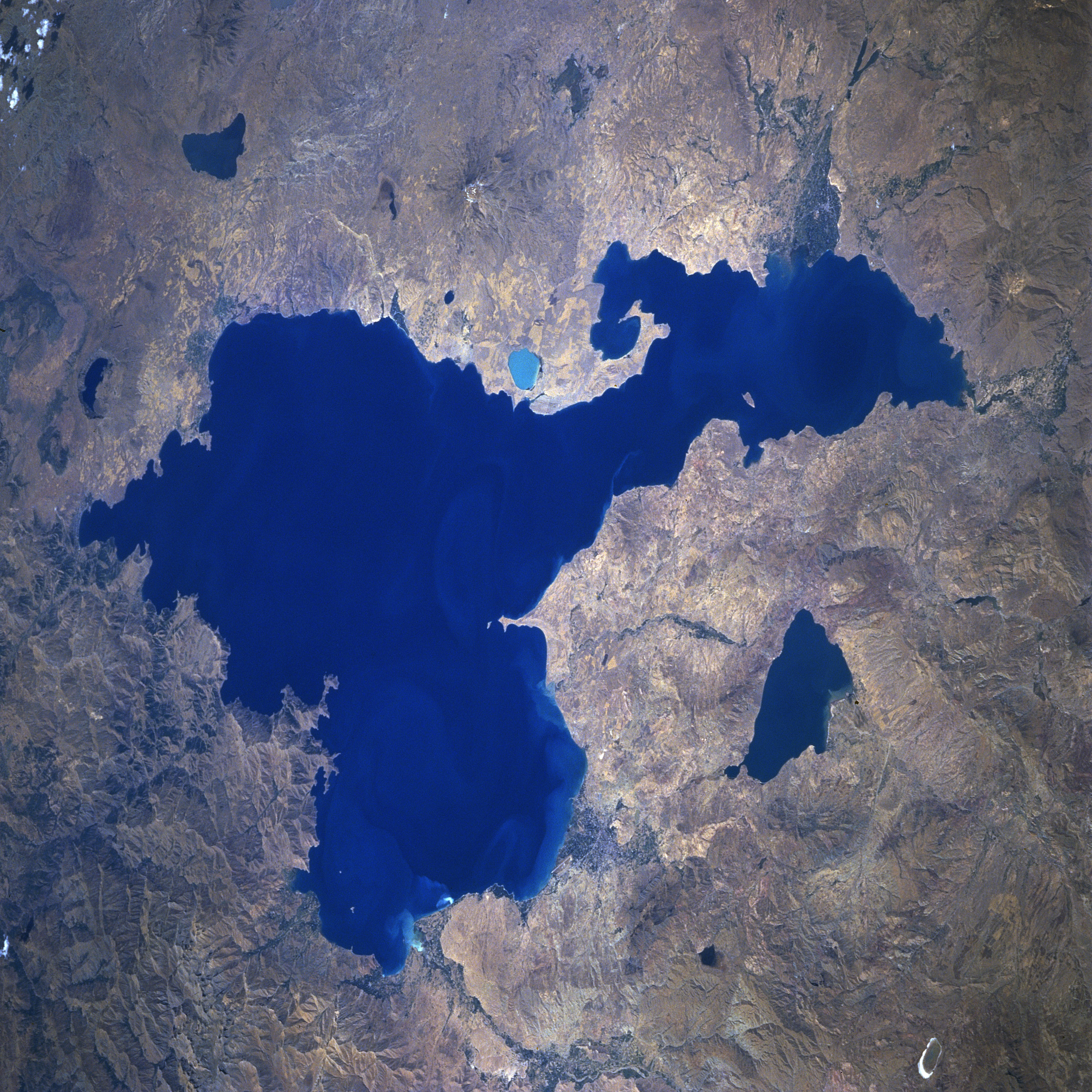
Satellitfoto av Vansjön.
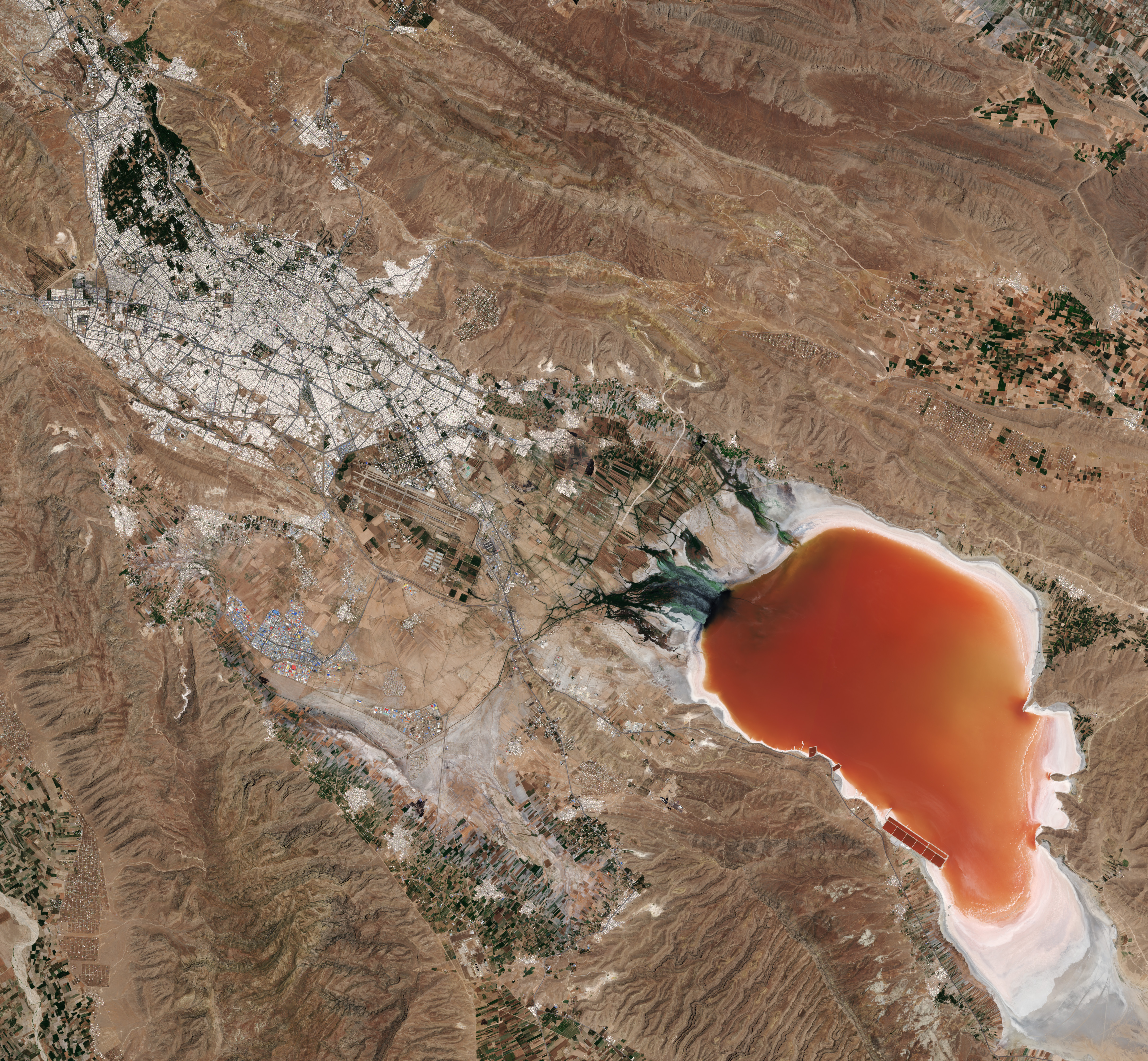
Satellitfoto av Maharloo i Iran.

### Fotnoter
1. ↑  ”High Conductivity Limnology – Estuaries and Saline Lakes” (på engelska). College of Environmental Science and Forestry. Arkiverad från originalet den 23 december 2007. https://web.archive.org/web/20071223230349/http://www.esf.edu/efb/schulz/Limnology/HighConductivity.html. Läst 8 december 2015.